# Aste (okręg miejski)
Aste - okręg miejski w Estonii, w prowincji Saare, w gminie Lääne-Saare. Pod koniec 2004 roku, okręg zamieszkiwały 573 osoby.